# Delage Type F

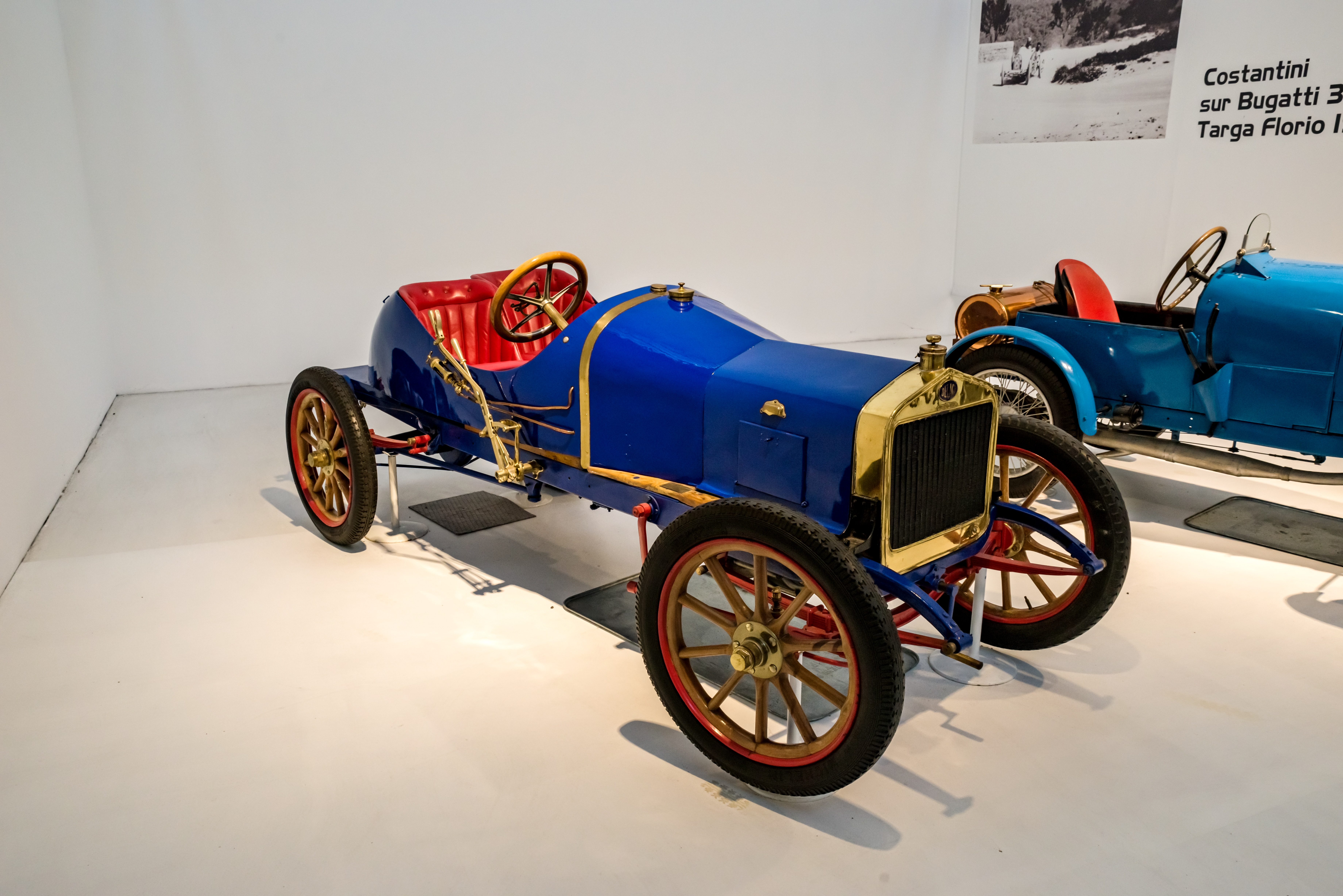
Rennwagen

Der Delage Type F war ein frühes Personenkraftwagenmodell der französischen Marke Delage.

## Beschreibung
Die nationale Zulassungsbehörde prüfte das Fahrzeug mit der Nummer 248 und erteilte am 24. Juli 1907 die Genehmigung. Delage bot das Modell von 1907 bis 1910 an. Vorgänger war der Delage Type A, Nachfolger wurde der Delage Type U. 
Ein Einzylindermotor von De Dion-Bouton trieb die Fahrzeuge an. Zunächst war es der Motortyp 8 H. Er hatte 100 mm Bohrung und 120 mm Hub. Das ergab 942 cm³ Hubraum. Der Motor leistete 8 PS. In der fünften Serie kam der Motortyp 9 H zum Einsatz. Der vergrößerte Hub von 130 mm sorgte für 1021 cm³ Hubraum und 9 PS Leistung. Das Modell erhielt mit dieser Motorisierung keine neue Typprüfung durch die Zulassungsbehörde.
Das Fahrgestell hatte zunächst 1180 mm Spurweite und 2450 bis 2470 mm Radstand. In der fünften Serie betrug der Radstand 2475 mm. Diese deutliche Verlängerung gegenüber dem Vorgänger ermöglichte geräumigere Karosserien. Der übliche Aufbau war ein Doppelphaeton mit seitlichem Zustieg. Daneben sind zweisitzige Phaeton überliefert. Auf Kundenwunsch waren auch sogenannte Coupé und Limousine sowie Landaulet und Kastenwagen erhältlich.
Eine Quelle gibt 3500 mm Fahrzeuglänge, 1400 mm Fahrzeugbreite, 1450 mm Fahrzeughöhe und 450 kg Gewicht des Fahrgestells für die Sportausführung an.
Der Type F unterschied sich auch durch einen anderen Kühlergrill von den fünf vorherigen Modellen. Er war breiter und unten waagerecht. Diese Aussage trifft allerdings nicht auf die Variante Type F 3 zu.

## Stückzahlen und überlebende Fahrzeuge
Peter Jacobs vom Delage Register of Great Britain erstellte im Oktober 2006 eine Übersicht über Produktionszahlen und die Anzahl von Fahrzeugen, die noch existieren. Seine Angaben zu den Bauzeiten weichen in einigen Fällen von den Angaben der Buchautoren ab. Stückzahlen zu den Modellen vor dem Ersten Weltkrieg sind unbekannt. Für dieses Modell bestätigt er die Bauzeit von 1907 bis 1910. Es existieren noch acht Fahrzeuge.

## Automobilsport
Beim Coupe des Voiturettes 1907 im Herbst 1907 nahmen drei Type F teil. Das Team Pellegrin/Chenard schied aus. Lucas und Bonnard, die sich beim Fahren abwechselten, erreichten den siebten Platz. Dritter Fahrer war Ménard, der Rang 19 erreichte.
Die Rennwagenausführung wurde im nächsten Jahr zum Delage Type FC weiterentwickelt.